# Низам ал-Мулк
Абу Али Хасан ибн Али Туси (персијски: ابوعلی حسن ابن علی طوسی), познатији по почасној титули Низам ал-Мулк (персијски: نظام‌الملک‎‎, "ред царства") или Хаце низам ал-Мулк Туси (персијски: خواجه نظام‌الملک طوسی)) био је персијски учењак и везир Селџучког царства. Имао је скоро апсолутну моћ током 20 година након убиства Алп Арслана 1072. године. Једна од његових најважнијих заоставштина је оснивање медреса у градовима широм Селџучког царства. Ове медресе су по њему називане „низамије“. Написао је дело под насловом Сијасатнама (Књига о владавини), политичку студију која користи историјске примере како би дискутовала о правди, успешној владавини и улози власти у исламском друштву.

## Младост и службовање код Газневида
Абу Али Хасан рођен је 10. априла 1018. године у дехканској (земљопоседничкој) породици у малом селу близу Туса у Ирану. Његов отац Али ибн Исхак служио је као газневидски финансијски службеник. Када су Турци Селџуци поразили Газневиде у бици код Данданакана 1040. године и освојили Хорасан, Али ибн Исхак је побегао у Газни где је Низам ал-Мулк три године радио у власти пре него што је напустио град.

## Службовање код Селџука

### Владавина Тугрила и Алп Арслана
Око 1043. године Абу Али Хасан је прекинуо своје службовање код Газневида и ступио у службу код Селџука. До 1059. године је постао главни управник целе провинције Хорасан. Када је Тугрил умро не оставивши наследнике за собом наследио га је његов братанац Сулејман чију је власт оспорио Алп Арслан. Обојица су били синови Тугриловог брата Чагрија. Тугрилов рођак Куталмиш, који је имао кључну улогу у његовим походима, такође је претендовао на престо. Алп Арслан је уз помоћ Абу Али Хасана поразио Куталмиша и преузео престо 27. априла 1064. године.
Пошто је Алп Арслан консолидовао своју моћ у Селџучком царству, поставио је Абу Али Хасана за свог везира. Он је на тој позицији остао током владавине Алп Арслана (1063–1072) и Малик Шаха I (1072–1092). Абу Али Хасан је добио почасну титулу „Низам ал-мулк“ (Ред царства) по којој је остао познат и често се само под тим именом наводи.
Алп Арсланова снага је лежала у његовој војсци. Унутрашњим питањима се бавио Низам ал-Мулк који је такође успоставио административну организацију која је одликовала и ојачала султанат током владавине Алп Арслана и његовог сина, Малик Шаха I. Војни поседи којима су управљали селџучки принчеви су успостављени како би се обезбедила подршка за војнике и како би се Турци, који су били номади, привикли на пољопривредни систем који је постојао у Анадолији. Ова врста војних поседа омогућила је Турцима да искоришћавају ресурсе седалачког становништва које је живело у Царству, као што су били Иранци. То је такође омогућило Алп Арслану да има огромну армију, а да њихове плате не зависе од прихода од освајања. Не само да је Алп Арслан имао довољно хране од својих поданика за одржавање војске, него су такође порези сакупљани од трговаца значајно допринели његовој каси и омогућили финансирање континуираног ратовања.
Низам ал-Мулк је пратио Алп Арслана у скоро свим његовим походима и на свим његовим путовањима. У фебруару/марту 1064. године Алп Арслан је заједно са својим сином Малик Шахом I и Низам ал-Мулком кренуо у поход на византијску Јерменију и том приликом су успели да освоје град Ани. Неколико мањих владара је тада признало селџучку власт, а Алп Арслан и Низам ал-Мулк су наставили даље свој продор дубље у Кавказ, стигавши до Грузије. Грузијски владар Баграт IV је успео да успостави мир са Алп Арсланом тако што је за њега удао своју нећаку.
Низам ал-Мулк је такође имао неке своје самосталне походе и 1067. године је освојио тврђаву Истахр од шабанкарског поглавице Фадлуја, а имао је и још једну експедицију у провинцију Фарс. Сматра се да су ова успешна освајања значајно подигла његов углед. Одлучујујћу битку код Манцикерта која се одиграла између Селџука и Византије, Низам ал-Мулк је пропустио јер је био послат у Персију.

### Владавина Малика Шаха I
Након убиства Алп Арслана 1072. године, Малика Шаха I је његов стриц Кавурт изазвао на битку. Њихове војске су се сукобиле јануара 1074. године близу Хамадана. Кавуртове трупе су сачињавали традиционали туркменски елементи Алп Арсланове армије, а Маликова војска је била састављена од гулама, индијских ратника и контингената курдских и арапских трупа. Кавурт је поражен јер су Туркмени дезертирали и прелазили на Маликову страну. Упркос томе што је Малик хтео да има милости према стрицу, Кавурт је касније отрован, како се претпоставља, по наређењу Низам ал-Мулка.
Под одличним вођством Низам ал-Мулка, селџучка војска је обуздала Газневиде у Хорасану, потисла Фатимиде у Сирији, поразила друге селџучке претенденте на престо, окупирала Грузију и свела је вазалну државу, подредила регионалне владаре и држала Абасидски халифат у немоћном положају.
Низам ал-Мулк је оставио великог трага на организацију селџучке власти и одатле и његова титула „низам ал-мулк“ која се преводи као „ред царства“. Он је премостио политички јаз између Абасида, Селџука и њихових разних ривала попут Фатимида. Селџучка војска је била етнички веома хетерогена и укључивала је Турке, Јермене, Грке, Арапе и Словене. Ипак, Низам ал-Мулк је преферирао иранске војнике као што су Дајламити и Хорасанци и шабанкарски Курди. Такође је преферирао и неиранске војнике као што су Грузијци.
Политички циљеви Низам ал-Мулка су обухватали:
- Стварање могућности да се запосле Туркмени који су имигрирали на Иранску висораван за време селџучких успеха у Персији. Номадски начин живота Туркмена је представљао значајну претњу по политичку и економску стабилност земље.
- Демонстрацију моћи султана (нпр. снаге и мобилности његових снага, али и његову милост према мирним побуњеницима).
- Одржавање локалних сунитских и шиитских владара у вазалном односу према султану и чешће постављање султанових рођака за управнике провинција.
- Спречавање неслагања око наслеђивања Малик Шаха I.
- Одржавање добрих односа са Абасидским Халифатом.

Један од бројних непријатеља Низам ал-Мулка, Ибн Бахманјар је покушао да га отрује 1081/1082. године. Он ипак у томе није успео, а за казну га је Низам ал-Мулк ослепео. Након што је ослепео Ибн Бахманјара, непријатељи Низам ал-Мулка су ширили лажне приче о њему и његовом сину. Ово је веома разљутило Низамовог сина Џамал ал-Мулка који је ишчупао језик Џафараку, једном од криваца за те лажне приче. Малик Шах није имао моћ да се умеша и интервенише у овом случају, али је уместо тога наредио да се Џамал отрује.
Група кармата, побуњеника у Ираку је 1091. године опљачкала Басру, а исмаилити под вођством Хасана Сабаха су заузели тврђаву Аламут. Такође, питање ко ће наследити Малика Шаха било је компликовано јер су његова два најстарија сина умрла: Давуд (умро 1082) и Ахмед (умро 1088). Обојица су били синови караханидске принцезе Туркан Хатун која је са Малик Шахом имала још једног сина, Махмуда (рођеног 1087. године), за кога је желела да он наследи свога оца на престолу. Низам ал-Мулк, као и већина селџучке армије, залагао се да то ипак буде Баркијарук, најстарији живи син Малик Шаха чија је мајка била селџучка принцеза. Туркан Хатун се удружила са Таџ ал-Мулком Абу-л-Ганаимом како би покушала да збаци Низам ал-Мулка са положаја везира. Таџ је чак код султана оптужио Низама ал-Мулка за корупцију, али се Малик Шах ипак није усудио да га смени. Низам ал-Мулк је касније опседао Аламут, тврђаву асасина, али је на крају био приморан да се повуче.
Непосредно пред своју смрт, Низам ал-Мулк је, знајући да непријатељи кују завере против њега, одржао чувени говор на двору:
| „ | “Реците султану, ако нисте већ схватили да сам ја када је владање у питању Вама раван, знајте да сте достигли ову моћ захваљујући мом државничком таленту и расуђивању. Зар се не сећа када је његов отац убијен, а ја преузео одговорност за вођење послова и угушио све побуне, било да су долазиле из његове породице или од другде. Реците му да је стабилност те круне везана за везирску мастионицу, и да је хармонија ова два интереса средство да се постигну сви жељени циљеви и главни разлог за све остварене циљеве. Ако ја икада затворим ову мастионицу, краљевска моћ ће се урушити.” | ” |

## Дела
Поред тога што је познат по свом огромном утицају који је имао као везир са потпуном влашћу, Низам ал-Мулк је познат и по систематском успостављању извесног броја високих школа у неколико градова као што су Багдад, Исфахан, Нишапур, Мосул, Басра и Херат. То су познате школе низамије, назване по њему. У много чему се испоставило да су ове школе биле претече и узор за универзитете који су успостављени у Европи.
Низам ал-Мулк је такође нашироко познат и по својој обимној студији о владању названој „Сијасатнама” (Књига о владавини) коју је написао након што је Малик Шах затражио да његови министри напишу књиге о владавини, администрацији и проблемима са којима се нација сусреће. Ипак, само је Низамова студија добила одобрење и као таква прихваћена као својеврстан уставни закон нације. Студија користи историјске примере како би дискутовала о успешној владавини и улози власти у исламском друштву. Ово дело се може упоредити са Макијавелијевим Владаоцем. У Сијасатнами се такође говори о различитим аспектима државног надзора и шпијунирања, а владари се саветују да успоставе широке мреже за шпијунажу.
Низам ал-Мулк је такође, за свог сина Абулфатха Фахра ал-Малика, написао књигу Дастур ал-вузара, Обука министара), која има доста сличности са чувеном Кабуснамом.

## Смрт
Низам ал-Мулк је убијен на путу од Исфахана до Багдада 14. октобра 1092. године (10. рамазана 485. године по хиџри). Већина литературе говори како га је близу Нахаванда, док су га носили на носилима, бодежом убио припадник асасина кога је послао озлоглашени Хасан Сабах. Убица му је пришао обучен као дервиш.
Ови наводи су нарочито занимљиви у светлу вероватно измишљене приче Хорхеа Луиса Борхеса. У тој причи Низам ал-Мулк (у то време познат као Абдулкасем) и његова два пријатеља Омар Хајам и Хасан Сабах склапају пакт. Договор је био да уколико неко од њих тројице успе да дође на истакнути положај, да ће помоћи другој двојици да и они у томе успеју. Низам ал-Мулк је био први који је у томе успео када га је султан Алп Арслан поставио за везира. Како би испоштовао савез који је раније склопио, понудио је двојици својих пријатеља високе положаје на двору. Омар Хајам је ту пунудо одбио и уместо тога затражио да му обезбеди средства да неограничено настави своје студије. Низам је то и учинио, а такође је за њега сазидао и опсерваторију. Хасан Сабах је за разлику од Омара Хајама прихватио понуду да буде постављен на положај на двору, али је био приморан да бежи након што је ковао завере да смени Низам ал-Мулка са положаја везира. После тога, Хасан Сабах је напао и заузео тврђаву Аламут где је основао секту асаине.
Према једном другом наводу, Низам ал-Мулка је убио Малик Шах I у унутрашњој борби за моћ. Због тога су студенти из низамија лојални везиру осветили његову смрт убивши султана. Ови наводи су оспоравани и остају контроверзни због дугог пријатељства између Малик Шаха I и Низам ал-Мулка.
Према још једним наводима, Малик Шах I и Низам ал-Мулк су убијени исте године након дебате између сунитских и шиитских учењака коју је организовао Низам ал-Мулк по наредби султана, а која је резултирала тиме да су се обојица преобратили на шиизам. Ове наводе је пренео Мугатил ибн Бакри, зет Низам ал-Мулка, који је присуствовао дебати.

## Наслеђе
Низам ал-Мулк је био одличан и паметан везир. Историчари и песници га описују као одличног организатора и идеалног војника и учењака. Само захваљујући њему су Турци Селџуци успели да успоставе моћно царство на новоосвојеним територијама. Низам ал-Мулк није био само вођа бирократије (дивана) којом су доминирали Персијанци, него је био и атабег који је служио на царском двору (дадгар) и одиграо је важну улогу између политичких и културних разлика Иранаца и Турака. Он је такође био одговоран за успостављање изразито персијских форми у власти и администрацији које су потрајале цео век. Због његовог изврсног туторства и њиховог блиског пријатељства, Малик Шах га је обично називао „оцем“. Његови гулами су га још више поштовали и после његове смрти су се осветили неколицини његових ривала као што је Таџ ал-Мулк.
Чак и након његове смрти, породица Низам ал-Мулка је наставила да игра важну улогу у Селџучком царству. Свих његових дванаест синова су заузимали важне положаје у царству. Најистакнутији међу њима су били Ахмед ибн Низам ал-Мулк који је служио као везир код селџучког султана Мухамеда I и абасидског халифе ал-Мустаршида; Шамс ал-Мулк Осман је био гувернер Мерва и вођа селџучке војске; Фахр ал-Мулк је служио као везир код Баркијарука и Мухамеда I; Џамал ал-Мулк (који је умро пре Низама) служио је као гувернер Балха; Из ал-Мулк и Муајид ал-Малк су били Баркијарукови везири; Имад ал-Мулк Абу-л-Касим је био селџучки везир и гувернер Балха.